# 川岸 (戸田市)
川岸（かわぎし）は、埼玉県戸田市の町名。現行行政地名は川岸一丁目から三丁目。住居表示実施地区。郵便番号は335-0015（蕨郵便局管区）。

## 地理
戸田市の南部の旧入間川（荒川）が作り出した沖積平野に位置する。北で本町、下前および喜沢南、東で川口市緑町および荒川町、西で戸田公園、南で東京都北区浮間、荒川を隔てて板橋区舟渡に接する。
菖蒲川沿いは物流倉庫や工場が立地している。国道17号を南下し、戸田橋を渡ると東京都板橋区に入る。戸田の渡しの時代から中山道を往来する人や車で賑わっている。

### 河川
- 菖蒲川

## 歴史

### 沿革
- 1967年（昭和42年）4月1日 - 大字下戸田の一部から川岸一丁目〜二丁目が下前一丁目・二丁目や、喜沢南一丁目・二丁目や、中町二丁目とともに成立[6][7]。
- 1968年（昭和43年）11月1日 - 大字上戸田の一部から川岸三丁目が成立[7]。

## 世帯数と人口
2017年（平成29年）10月1日現在の世帯数と人口は以下の通りである。
| 丁目       | 世帯数    | 人口    |
| ---------- | --------- | ------- |
| 川岸一丁目 | 846世帯   | 2,078人 |
| 川岸二丁目 | 1,291世帯 | 2,995人 |
| 川岸三丁目 | 444世帯   | 789人   |
| 計         | 2,581世帯 | 5,862人 |

## 小・中学校の学区
市立小・中学校に通う場合、学区は以下の通りとなる。
| 丁目       | 番地 | 小学校                 | 中学校             |
| ---------- | ---- | ---------------------- | ------------------ |
| 川岸一丁目 | 全域 | 戸田市立戸田第二小学校 | 戸田市立喜沢中学校 |
| 川岸二丁目 | 全域 | 戸田市立戸田第二小学校 | 戸田市立喜沢中学校 |
| 川岸三丁目 | 全域 | 戸田市立戸田南小学校   | 戸田市立戸田中学校 |

## 交通
地区内の西部にJR東日本埼京線が通るが駅はない。同線戸田公園駅が最寄り駅となっている。また。東北新幹線も当地域を通る。

### 道路
- 国道17号（中山道）
  - 戸田橋
- 東京都道・埼玉県道68号練馬川口線（オリンピック通り）
- さつき通り

## 施設
一丁目
- 地蔵堂
- 水神社
- 中山道渡船場跡
- 川岸ミニパーク - 旧中山道の案内板が設置されている
- 環境空間戸田1（公園）

二丁目
- 戸田市障害福祉会館
  - 戸田市立図書館 下戸田南分室
- 川岸会館
- 川岸公園
- 川岸みんなの広場
- 川岸げんきミニパーク

三丁目
- とだ虹保育園
- 戸田親水公園 - 戸田漕艇場と菖蒲川を結ぶ曲尺手水門がある。
- 川岸3丁目遊園地
- 戸田橋下広場